# .capital
.capital je internetová generická doména nejvyššího řádu.